# Veronica Werckmeister
Veronica Werckmeister Lacarra (Los Ángeles, Estados Unidos, 30 de mayo de 1972) es una pintora, muralista y directora del proyecto Itinerario Muralístico de Vitoria.

## Biografía
Veronica Werckmeister nació en California en 1972. Es hija de María Eugenia Lacarra, catedrática emérita de Literatura Medieval Española en la Universidad del País Vasco y de Otto Karl Werckmeister, historiador de arte alemán. Ha vivido en Chicago, Berlín, Oakland, Nueva York, Barcelona y finalmente en Vitoria. Es licenciada en Historia y Literatura de la Universidad de Northwestern, Evanston, IL.

## Trayectoria
Comenzó su andadura en el muralismo público en Los Ángeles en 1993 donde trabajó en SPARC (Social and Public Art Resource Center). Ha pintado murales públicos y privados en Chicago, Nueva York, San Francisco, Philadelphia, Boston, Barcelona, Lérida, Vitoria, etc. Su obra personal se enmarca conceptualmente en lo sociopolítico y formalmente en la atracción al color, a la textura y a lo figurativo.
En 2001 junto con su hermana Christina Werckmeister abrieron un estudio de pintura e interiorismo en el casco viejo de Vitoria. Y en 2007, las hermanas Werckmeister junto con Brenan Duarte fundaron el Itinerario Muralístico de Vitoria con el fin de dotar a la ciudad de Vitoria con un espacio abierto de participación y creación. Desde el 2007 la iniciativa ha creado 12 talleres de muralismo público a gran escala en el Casco Histórico de la ciudad, en los que han participado más de 500 personas. Además han realizado murales en centros educativos de la ciudad y en el entorno rural de la provincia. En 2013 la experiencia del muralismo comunitario se extendió al barrio obrero de Zaramaga de Vitoria, donde se ubica su estudio y barrio en el que desde 2013 se han creado anualmente murales colaborativos.

## Obras

### Muralismo participativo

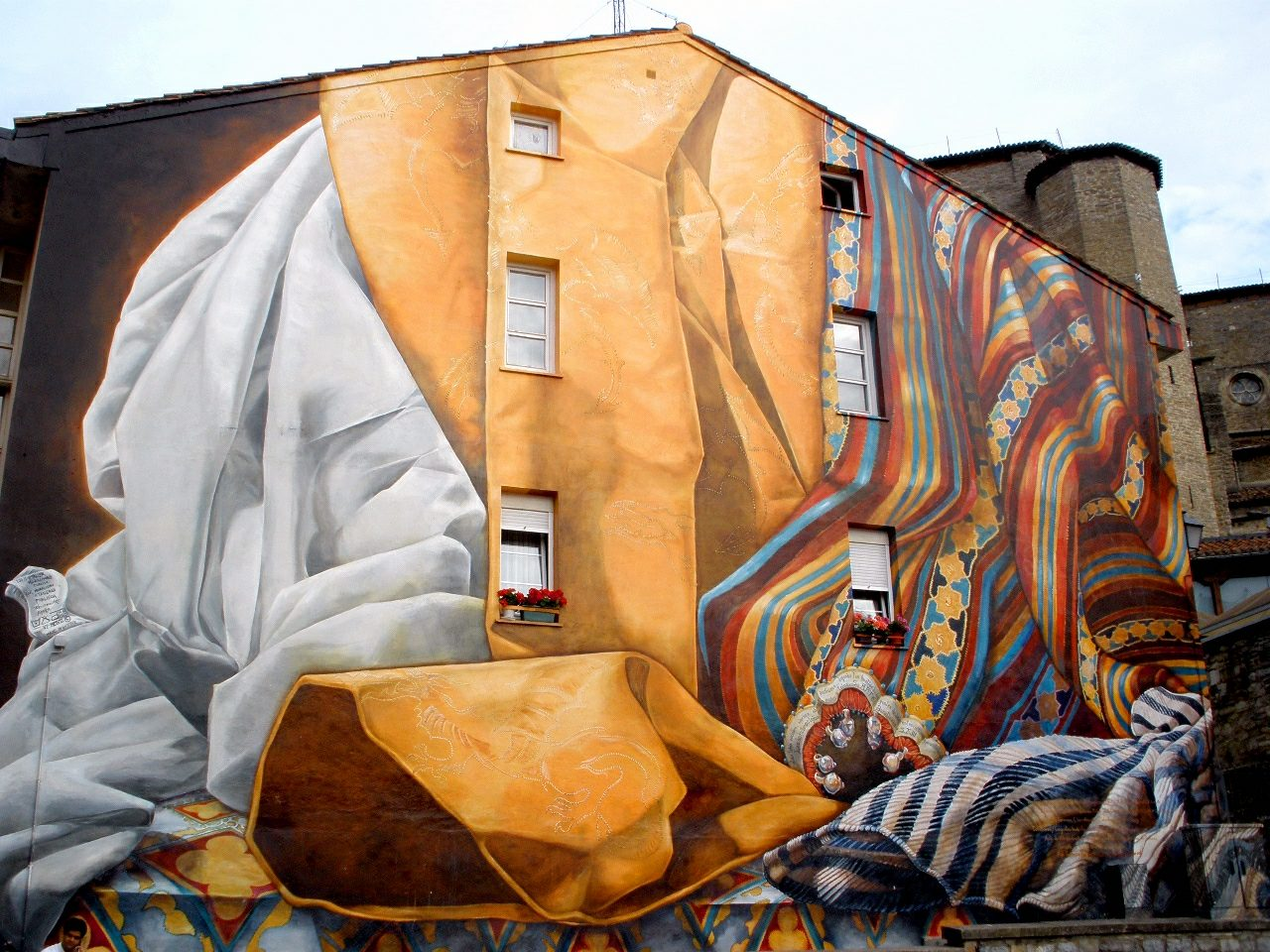
Vitoria - Plaza de las Burullerias ('Al hilo del tiempo')

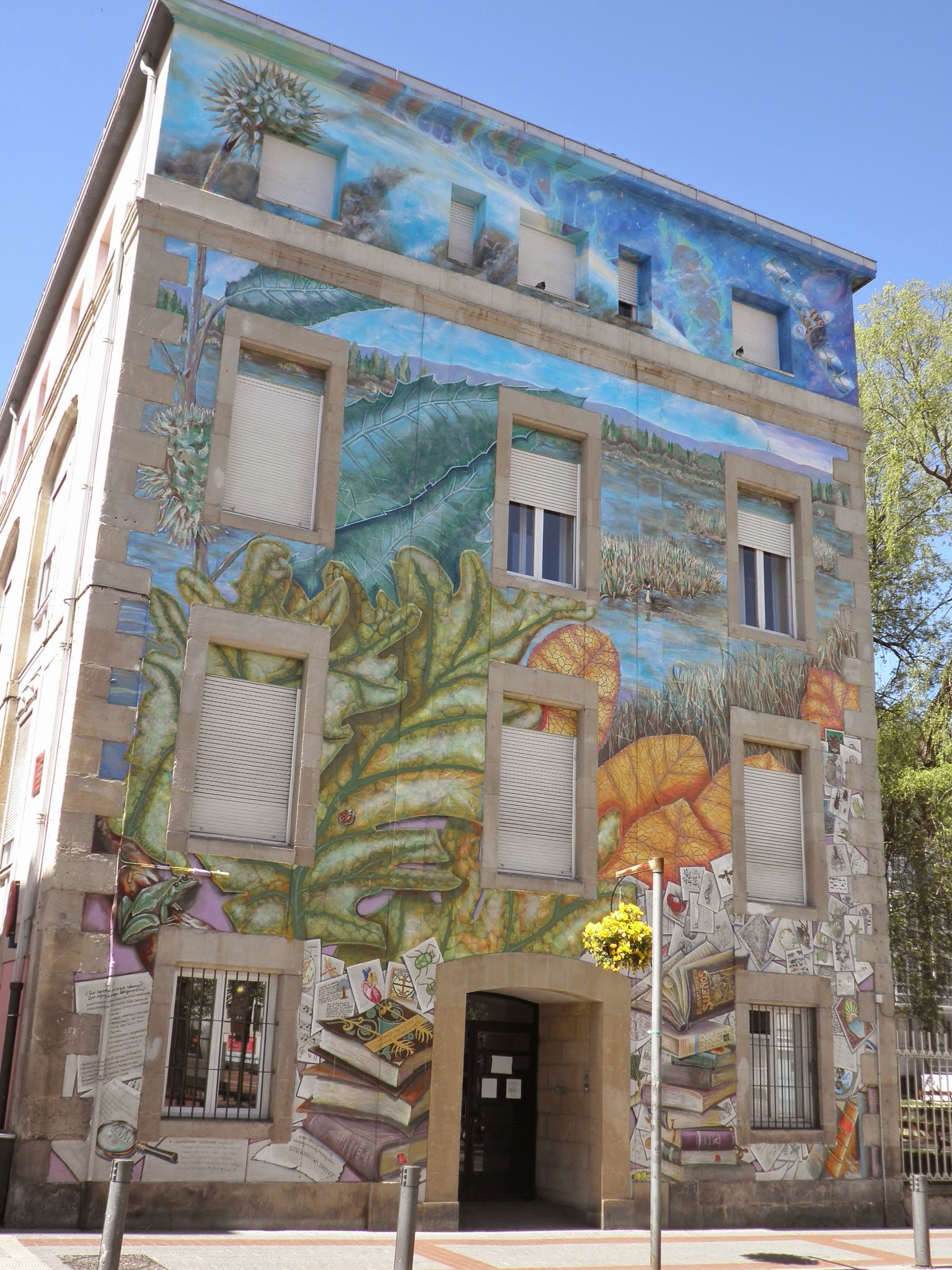
IMVG ¿Qué haremos con lo que sabemos?, 2011

- Directora del proyecto IMVG en Zaramaga. 2014-2016
- Mural y mosaico participativo en Tolosa en 2016.[8]
- Mural colaborativo en Lamuza, Llodio en 2016.[9]
- Mural colaborativo en Iurreta en 2014-2015.[10]
- Asistente del taller del mural No hay presente ni futuro sin memoria en 2013.[11]
- Directora del taller del mural Giltza Bat en 2012[12]
- Directora del taller del mural Zúñiga en 2012[13]
- Directora del taller del mural Argomaniz en 2012[14]
- Directora del taller del mural Alegría en 2012[15]
- Directora del taller del mural Adana en 2012[16]
- Directora del taller del mural Somos Agua/Somos Arte en 2011.[17]
- Es la directora artística del programa que gestiona el IMVG para el Departamento de Educación del Ayuntamiento de Vitoria: Muralismo en centros escolares.[18]
- Directora del taller del mural ¿Qué haremos con lo que sabemos? en 2011.[19]
- Directora del taller del mural Ordoñana en 2010.[20]
- Directora del taller del mural Continentes en 2008.[21]
- Directora del taller del mural Al Hilo del Tiempo en 2007.[22]
- Directora del taller del mural Vitoria en la Diana en 2005.

### Individuales

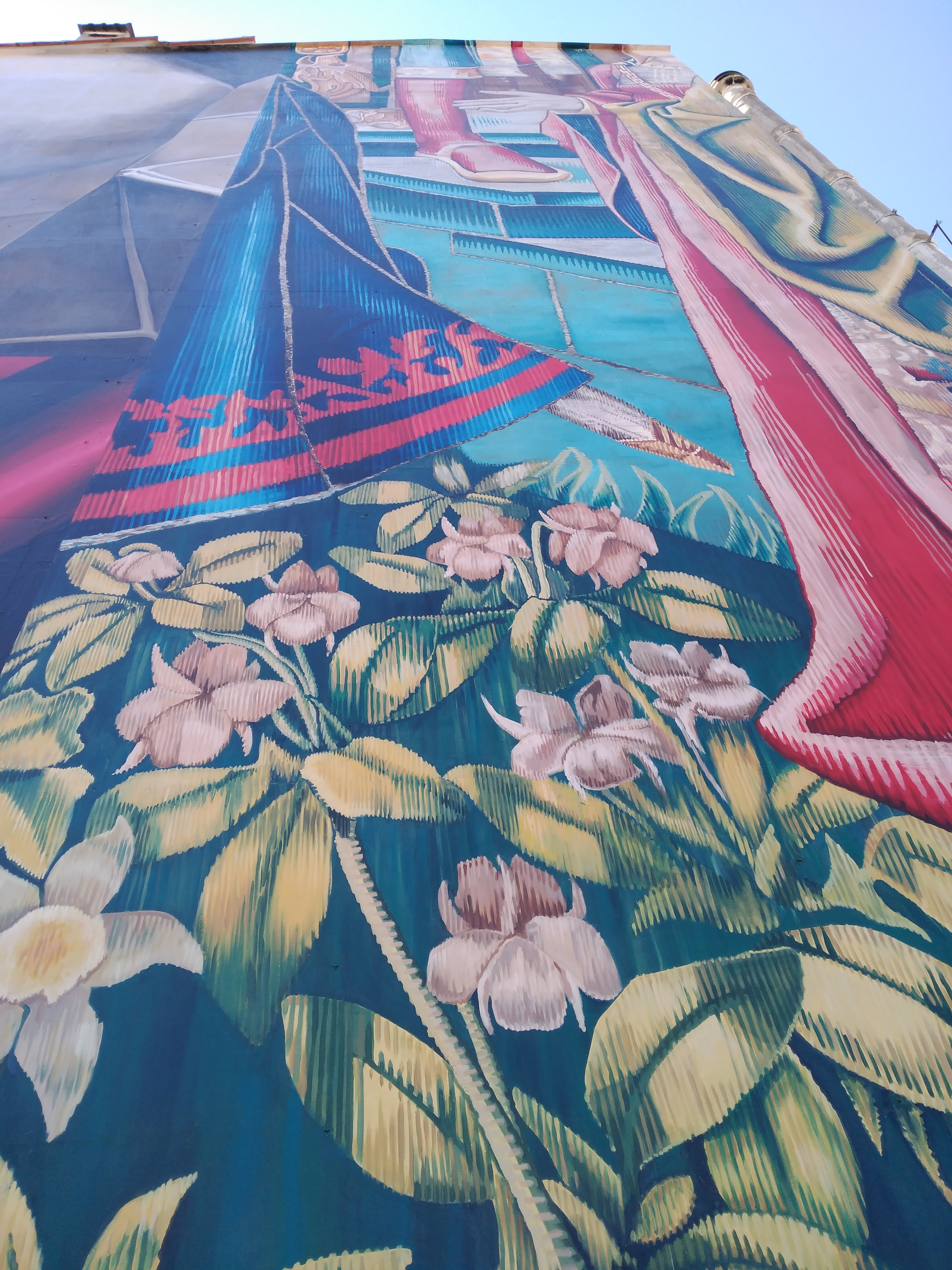
Folds, 2016

- Folds. Propuesta artística en el centro histórico de Lérida. Lérida, 2015-2016.[23]
- MartxoakHiru. Memorial 3 de marzo. Vitoria, 2016.[24]
- Los árboles SÍ nos dejan ver el bosque. Arcos de Quejana, 2015.[25]
- Escoge una carta. Colaboración con la ONG Medicus Mundi. Centro Cultural Montehermoso, Vitoria, 2015-2016.[26]
- Lionel Hampton in Harlem. NYC, EE. UU., 2014.[27]